# Вритослав
Вритослав або Вритслав (Wrytsleof) — правитель (князь) початку XI століття північно-західних слов'ян, що мешкали на Балтійському узбережжі. Він був згаданий як «Wrytsleof dux» у списку свідків в угоді Данського короля Канута Великого, виданому в Англії 1026 року.
Деякі дослідники припускають, що ім'я Вритослав могло бути спотвореною формою імені Вартислав. На думку Леона Коці, саме Поморський правитель міг отримати данину під час походів Кнуда 1021-1022 рр. на «Вандалію». Інша гіпотеза полягає в тому, що Вритслав є князем ободритів. 
Також припускають, що він може бути тотожним відомому з хроніки Флоренція Вустерського князю Виртгеорну (Wyrtgeorn). Або був іншим самостійним володарем якогось з західнослов'янських племенних союзів. Ім'я Вартислав було поширеним серед правителів Поморських слов'ян Х-ХІІ століття. 